# جورجي كارانفيل
جورجي كارانفيل (مواليد 21 فبراير 1930) هو مبارز بالسيف روماني، مثّل بلاده في الألعاب الأولمبية الصيفية 1928.

## روابط رياضية
جورجي كارانفيل على موقع أوليمبيديا (الإنجليزية)